# Alfred Vollmar

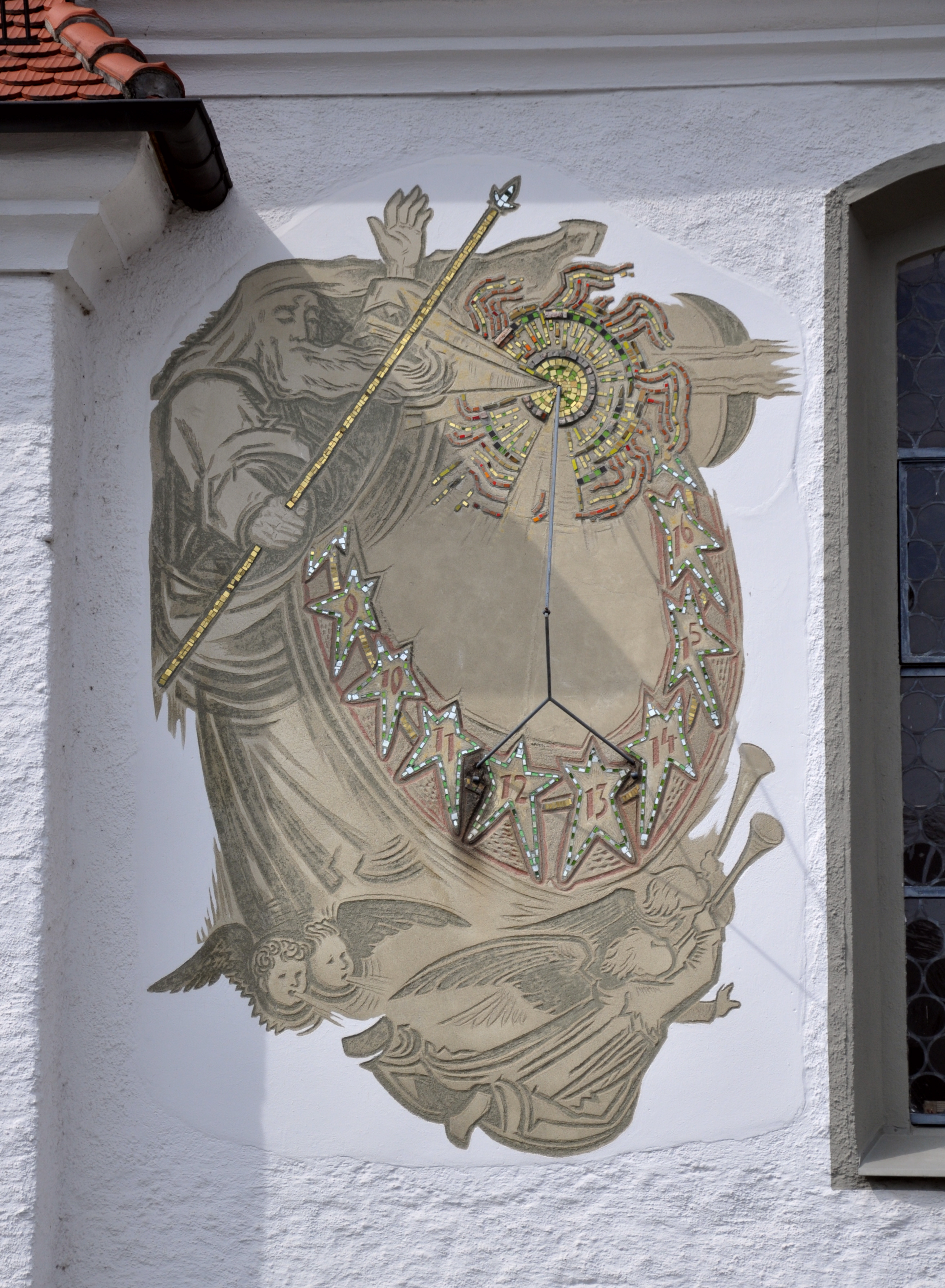
Sonnenuhr, von Alfred Vollmar ausgeführt als Sgraffito und Mosaik an der Pfarrkirche Schnetzenhausen

Alfred Vollmar (* 27. März 1893 in Nagold; † 26. September 1980 in Leutkirch im Allgäu) war ein deutscher Maler, Zeichner und Grafiker.

## Leben
Geboren wurde Alfred Vollmar als erstes von zwölf Kindern am 27. März 1893 in Nagold. Da der Vater als junger Verwaltungsjurist an wechselnden Oberämtern arbeitete, lebte Alfred schon als Kind von 1897 bis 1901 mit seiner Familie in Leutkirch, nicht ahnend, dass er Jahrzehnte später hier sesshaft werden würde.
Die Beamtenfamilie Vollmar zog 1901 nach Ulm, wo Alfred bis zum Abitur 1913 die Schule besuchte. Seine zeichnerische Begabung war während der Schulzeit deutlich geworden, und so hoffte er, sich nach dem Besuch der Kunstakademie als freier Künstler zu bewähren.
Bei Kriegsausbruch 1914 meldete er sich als Freiwilliger, wie auch zwei seiner Brüder. Wenige Wochen später kehrte er schwer verwundet von der Westfront zurück: Teilamputation des linken Arms und Gehörschäden, die sich in der Folge verschlimmerten und zur Taubheit führten. Es waren Verletzungen, die sein Schicksal erheblich beeinträchtigten.
Ungebrochen blieb jedoch sein Wille, die Kunst zu seinem Lebensinhalt zu machen. Nach Akademiejahren in Stuttgart und München lebte Alfred Vollmar in Ulm als freischaffender Künstler. 1919 gehörte er zu den Gründern der Ulmer Künstlergilde. Es folgten Jahre vielseitiger künstlerischer Betätigung, viel beachtete Ausstellungen, größere Auftragsarbeiten, öffentliche Anerkennung sowie eigene kunsttheoretische Publikationen.
Da religiöse Themen in seinem Werk stets präsent waren, er auch kein Parteimitglied wurde, passte er nicht in die Ideologie der Nazizeit und wurde nach 1933 zunehmend isoliert, bei Aufträgen übergangen, bei Ausstellungen benachteiligt. Allerdings ist für die Zeit des Nationalsozialismus seine Teilnahme an dreizehn großen Ausstellungen sicher belegt, darunter 1937 die Große Deutsche Kunstausstellung in München.
Nach seiner Heirat im Jahr 1942 und der zunehmenden Bedrohung durch die Bombenangriffe auf deutsche Städte zog Vollmar ins Allgäu, nach Haubach zwischen Isny und Leutkirch. So blieben er und sein Werk verschont, als in der Bombennacht vom 17. Dezember 1944 sein Elternhaus in Ulm in Trümmer sank. In diese Haubacher Zeit fallen seine kollegialen Kontakte zu Hermann Tiebert (1895–1978) in Ried bei Isny, einem Maler der Neuen Sachlichkeit.
Erst das Kriegsende brachte für Alfred Vollmar neuen Aufschwung, es gab gewichtige Aufträge für „Kunst am Bau“ in Kirchen und Kapellen. Die Erzdiözese Freiburg verpflichtete ihn zur Mitarbeit am „Konradsblatt“, für das er fortan 15 Jahre lang allwöchentlich eine Kunstbetrachtung zum Titelbild lieferte. 1949 erschien sein Führer durch „Das Münster von Ulm“ (heute vergriffen).
1952 konnte er mit Frau und Sohn Winfried ins eigene Haus in Leutkirch einziehen. Weiterhin übernahm er Aufträge für großformatige Sgraffiti und Fresken an Gebäuden, widmete sich aber daneben stets auch der kleinen Form, Zeichnungen und Aquarellen auf Papier.
Von einem Schlaganfall 1966 erholte er sich nur mühsam, die Arbeit auf Baugerüsten war damit unmöglich geworden. So waren es die kleinen Formate, denen seine tägliche Arbeit im Atelier galt. Zunehmend wurde es stiller um den bescheidenen Künstler. Alfred Vollmar starb im September 1980.

## Werk

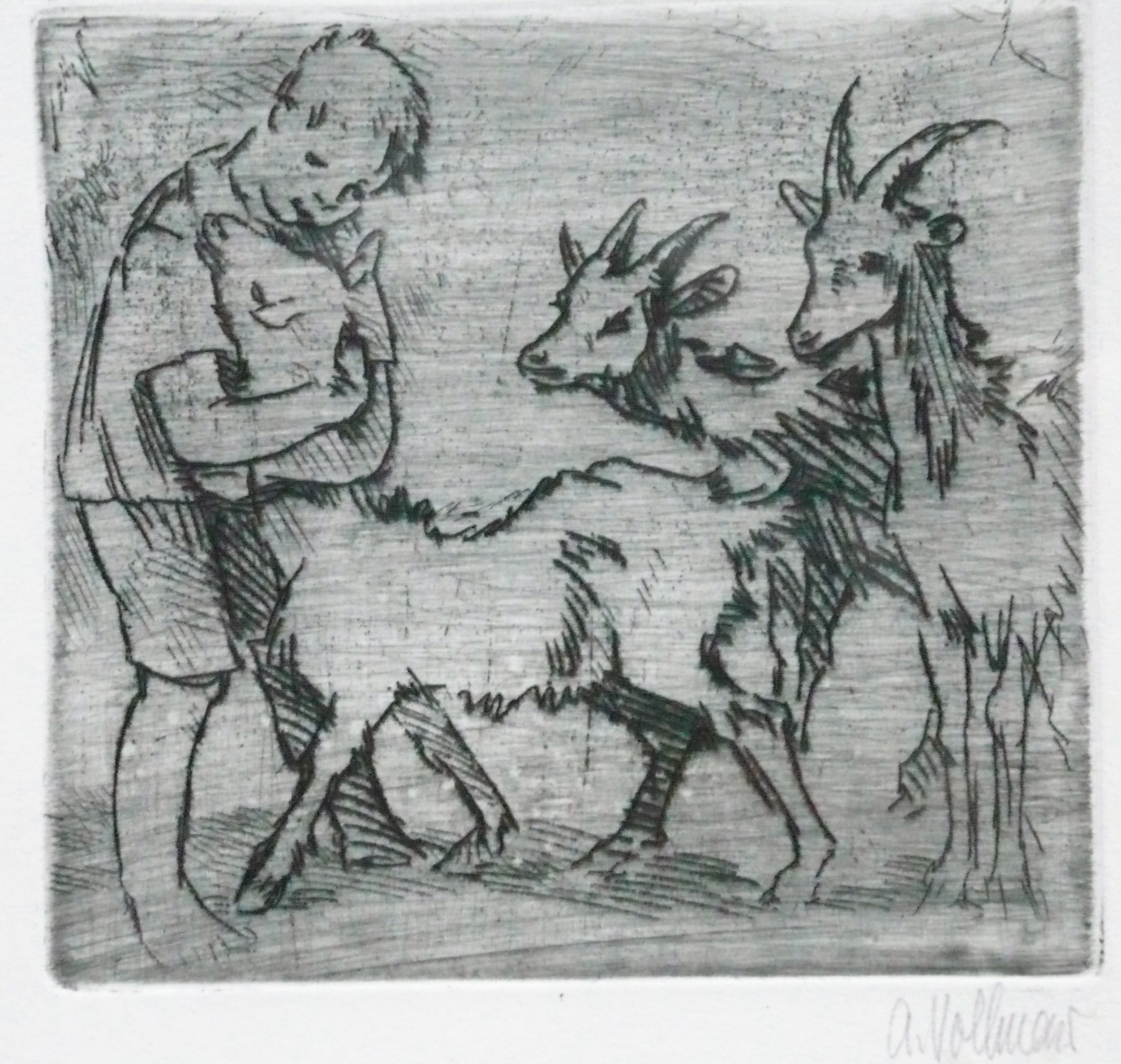
Bub mit Geissen, Radierung, sig., 10 × 9 cm

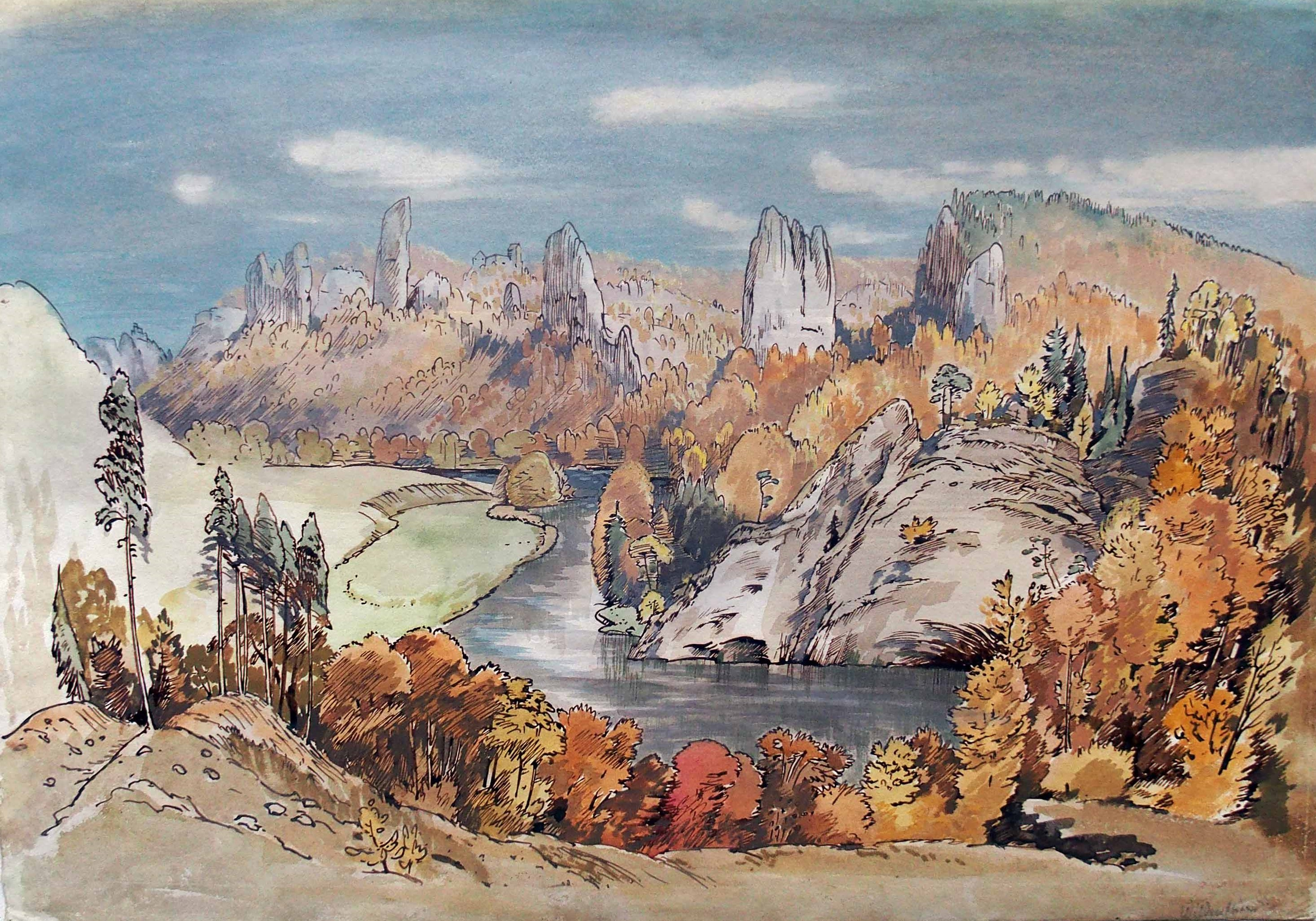
Donautal Aquarell

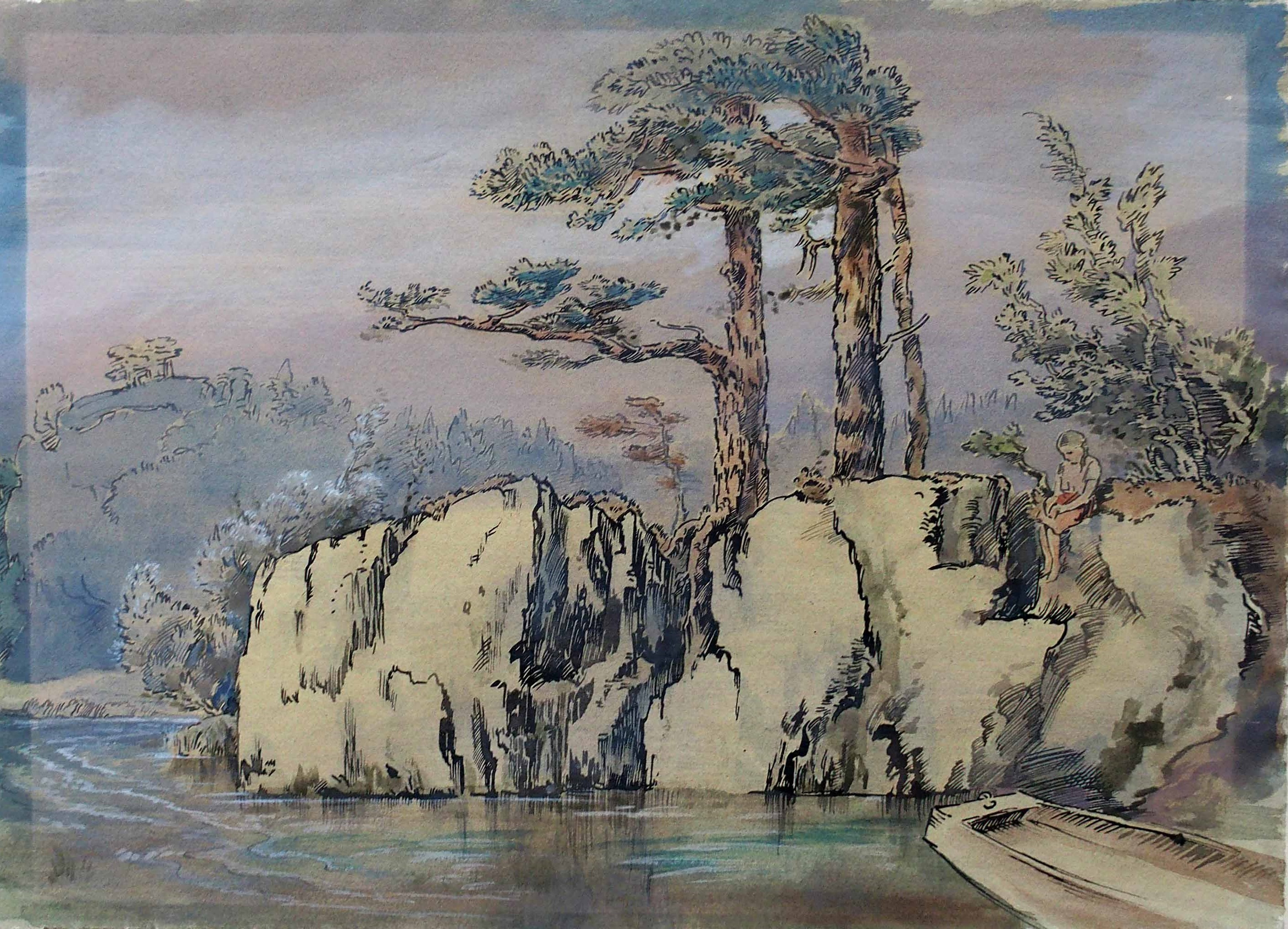
Kalkfelsen an der Donau Aquarell

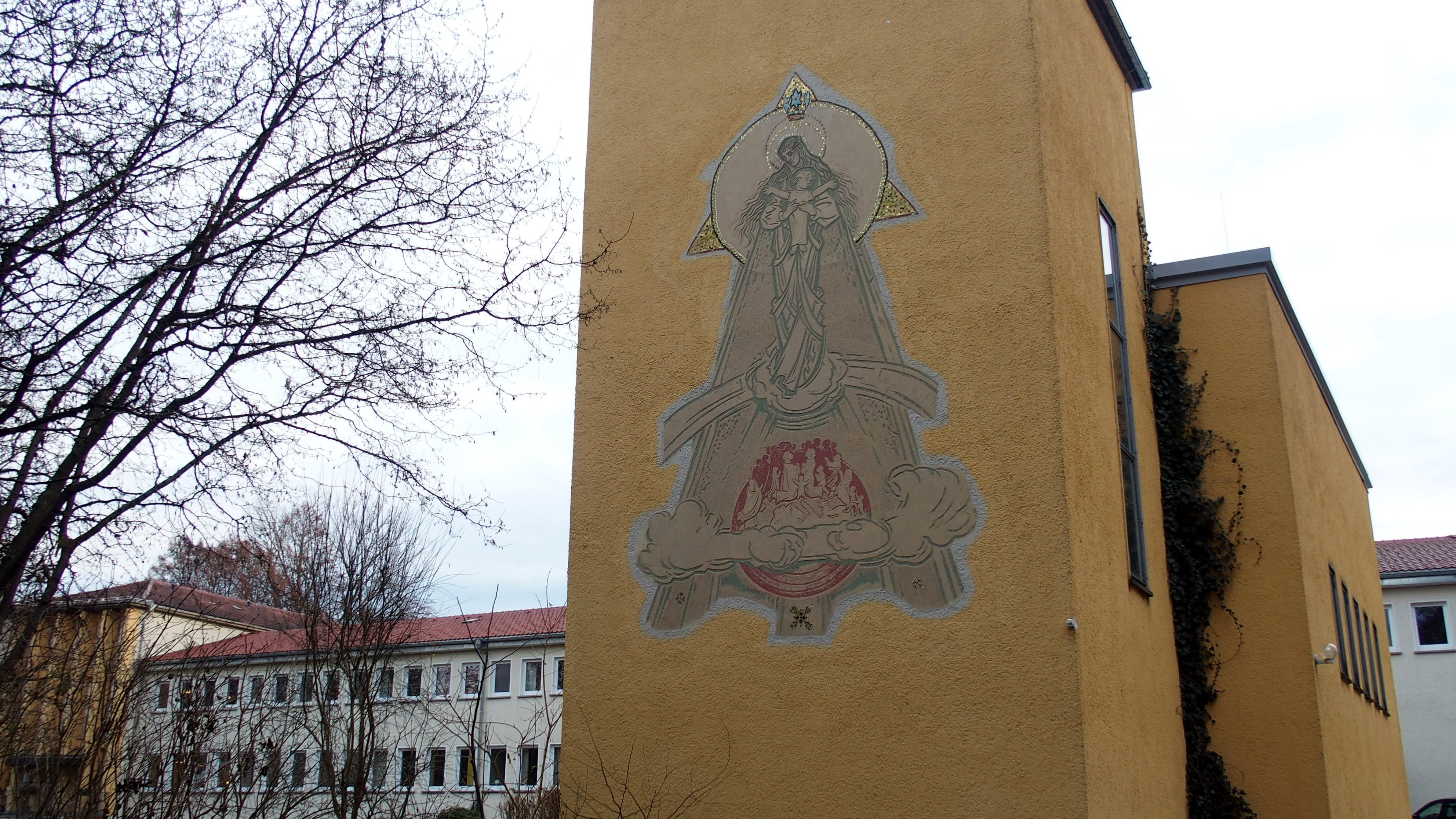
Sgraffito an der Kapelle des Hauses Regina Pacis (Königin des Friedens) in Leutkirch im Allgäu

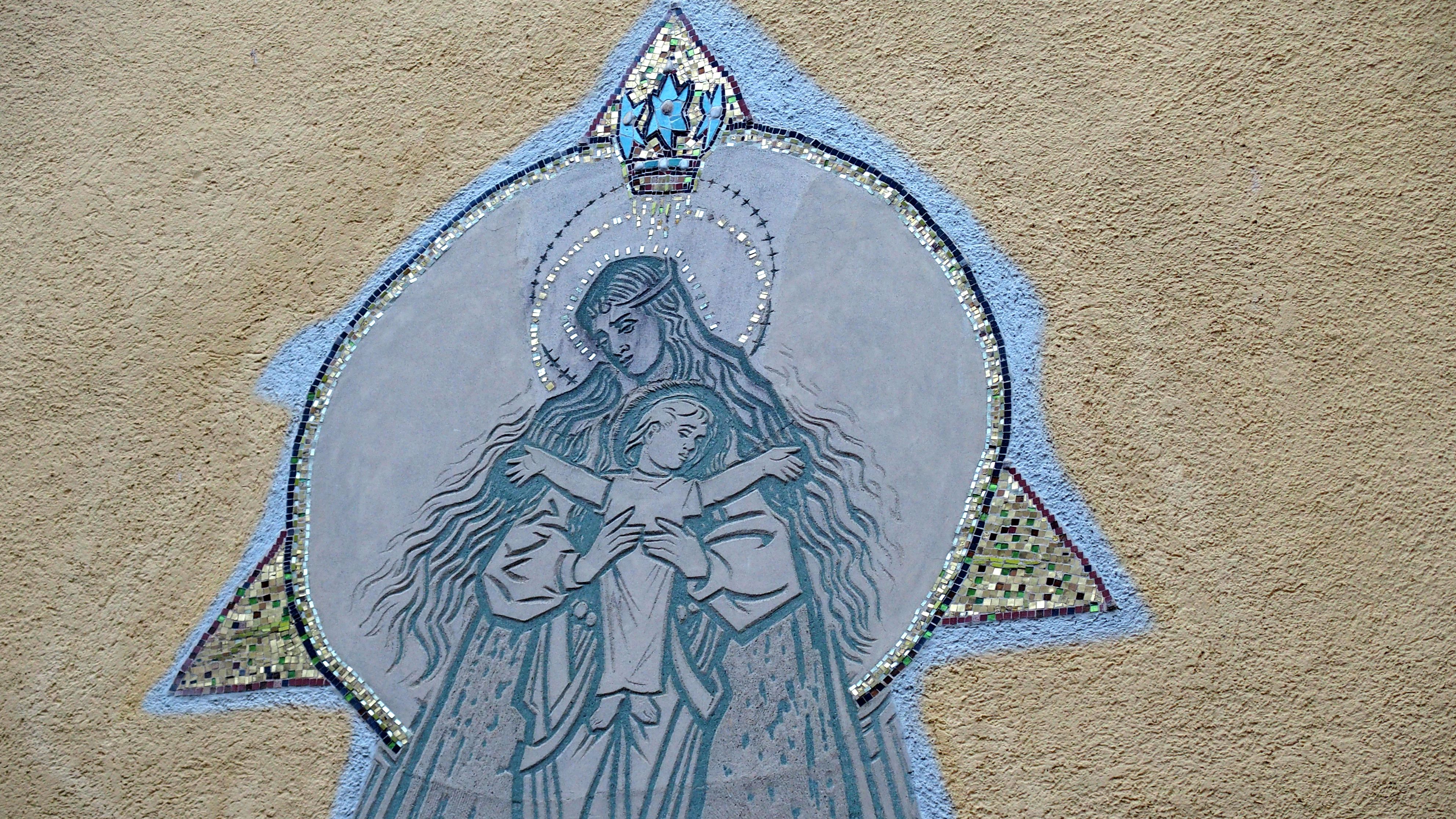
Regina Pacis, Detail

Alfred Vollmar sah seine künstlerischen Vorbilder bei den großen deutschen Meistern wie Altdorfer, Cranach oder Dürer, ganz besonders in deren graphischem Werk. Er fühlte sich darin bestätigt durch den süddeutschen Künstlerkreis, dem er angehörte, gemeinsam mit den Freunden Rudolf Cammisar (1891–1983), Josef Nicklas (1895–1974), Edmund Steppes (1873–1968) und anderen.
Vollmar wurde nicht müde, Landschaft und Menschen seiner erlebten Heimat zwischen Schwarzwald und Allgäu, Schwäbischer Alb und Bodensee mit Bleistift oder Silberstift, mit schwarzer oder brauner Zeichenfeder, mit Pinsel und Farbe auf Papier festzuhalten. Altem Papier, Vorsatzblättern aus Folianten, galt seine besondere Liebe. Notfalls tönte er den Untergrund zart mit Wasserfarben um den altmeisterlichen Eindruck, den zeitlosen Bildinhalt zu betonen.
Es entstanden Zeichnungen und Aquarelle, meist undatiert:
- einfühlsame Porträts der Menschen um ihn,
- religiöse Bildinhalte mit Heiligen und Mönchen,
- unberührte Landschaften mit knorrig-lebendigen Bäumen,
- Dämonisches und Märchenhaftes,
- Tiere mit Hirten auf der Weide in wortloser Harmonie, Einklang von Natur, Tier und Mensch. Alles jedoch auf das Wesentliche vereinfacht und trotz Naturtreue nicht fotorealistisch. Hunderte dieser Blätter enthält der Nachlass.
- Mit der Radiernadel, die den Künstler zu großer Präzision und Klarheit zwingt, schuf er viele Arbeiten, die ihn im Ulm der 1920er Jahre berühmt machten. Über 100 Arbeiten zählt allein das Werkverzeichnis der Radierungen.

Als Auftragsarbeiten entstanden außerdem großformatige Wandbilder, Fresken und Sgraffiti an Kirchen, öffentlichen Gebäuden, Industriebauten (Kunst am Bau):
- Friedrichshafen, Nikolauskirche, durch Bomben 1944 zerstört,
- Heggbach, Klosterkirche Mariä Himmelfahrt, Fresko 10 × 6,5 m
- Ulm, für die Firma Kässbohrer
- Spaichingen, 1954, Kreuzwegstationen auf dem Dreifaltigkeitsberg
- Freudenstadt
- Tübingen
- Leutkirch, 1958, Regina Pacis am damals Bischöflichen Studienheim
- Schwenningen, 1965 Ausmalung der Himmelfahrtskirche

Alfred Vollmar gehört zu einer Künstlergruppe, deren Weg abseits lag vom allgemeinen Kunstbetrieb der Zeit. Zum Expressionismus oder gar abstrakter Malerei fand er keinen Zugang. Immer wieder sprach er von der „schönen Linie“, der er treu bleiben wolle. Dieser Bildidee hat er ein Leben lang gedient.

## Ausstellungen
Für die 1920er und 1930er Jahre werden benannt:
- Ulm
- Stuttgart
- München
- Frankfurt
- Weimar
- Lübeck
- Florenz
- 1932 Jahresschau der Ulmer Künstlergilde
- 1950 Museum Ulm (A. Vollmar/J. Nicklas)
- 1964 Ochsenhausen
- 1983 Leutkirch, Galerie im Torhaus, zum 90. Geburtstag
- 1992 Isny, Museum am Mühlturm